# 004191

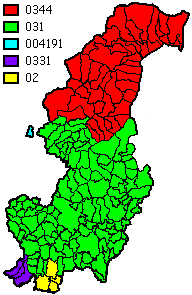
Mappa dei prefissi telefonici nella provincia di Como

+4191 è il prefisso telefonico del distretto di Campione d'Italia, appartenente al compartimento della città svizzera di Lugano.
Il distretto comprende, in territorio italiano, il solo comune di Campione d'Italia. 

## Aree locali e comuni
Dall'Italia, digitando il prefisso 004191, si può chiamare l'intero distretto di Lugano.

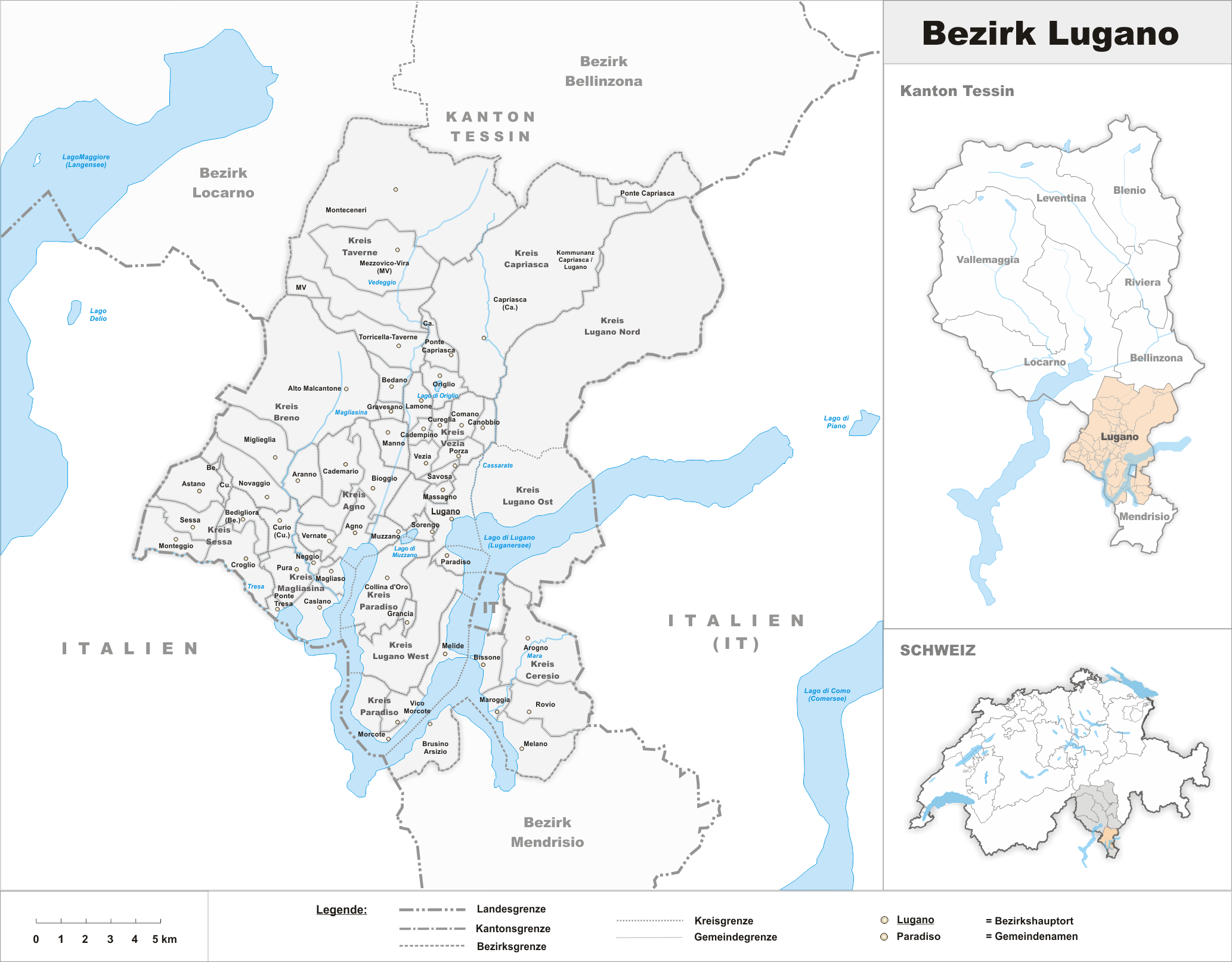
Carta del distretto di Lugano.